# Lista odcinków serialu Powodzenia, Charlie!
W artykule znajduje się lista odcinków amerykańskiego sitcomu dla młodzieży Powodzenia, Charlie!, wchodzącego w kanon Disney Channel Original Series.

## Serie
| Seria | Seria | Odcinki | Oryginalna emisja | Oryginalna emisja | Oryginalna emisja | Oryginalna emisja |
| Seria | Seria | Odcinki | Premiera serii    | Finał serii       | Premiera serii    | Finał serii       |
| ----- | ----- | ------- | ----------------- | ----------------- | ----------------- | ----------------- |
|       | 1     | 26      | 4 kwietnia 2010   | 30 stycznia 2011  | 5 czerwca 2010    | 29 maja 2011      |
|       | 2     | 30      | 20 lutego 2011    | 27 listopada 2011 | 10 września 2011  | 14 września 2012  |
|       | Film  | Film    | 2 grudnia 2011    | 2 grudnia 2011    | 17 grudnia 2011   | 17 grudnia 2011   |
|       | 3     | 23      | 6 maja 2012       | 20 stycznia 2013  | 17 listopada 2012 | 29 czerwca 2013   |
|       | 4     | 20      | 28 kwietnia 2013  | 16 lutego 2014    | 16 listopada 2013 | 23 sierpnia 2014  |

## Seria 1:2010–11
- Główni bohaterowie są obecni w każdym odcinku serialu.
- Raven Goodwin, Patricia Belcher, Micah Williams i Shane Harper grają rolę drugoplanową.

| 1 | Study Date                      | Shelley Jensen            | Phil Baker Drew Vaupen                          | 4 kwietnia 2010                                    | 5 czerwca 2010    | 101     |
| Pierwszego dnia pracy Amy po jej powrocie z urlopu macierzyńskiego, Bob postanawia zająć się Charlie. Tymczasem Teddy zaprasza do domu Spencera, kolegę ze szkoły, z którym ma się pouczyć do testu z biologii, jednak tak naprawdę liczy na randkę (podobnie jak on). Bobowi zdarza się wypadek, dlatego razem z PJ-em jedzie do szpitala, pozostawiając Charlie i Gabe’a pod opieką Teddy. Przez to dziewczyna nie ma czasu dla Spencera. Role gościnne: Shane Harper jako Spencer, Mike Grief jako Neal, Patricia Belcher jako pani Dabney, Tyler Jackson Williams jako Jasper, Micah Williams jako Emmett. Notatka: Premiera odcinka odbyła się 19 marca 2010 poprzez iTunes Store, gdzie był on dostępny do darmowego pobrania. |                                 |                           |                                                 |                                                    |                   |         |
| 2 | Baby Come Back                  | Shelley Jensen            | Dan Staley                                      | 11 kwietnia 2010                                   | 19 czerwca 2010   | 102     |
| Bob i Amy wychodzą wieczorem na randkę, powierzając opiekę nad Charlie dzieciom. PJ bierze siostrzyczkę na spacer do parku, gdzie poznaje Emmę – dziewczynę z małym chłopcem w wózku. Po powrocie do domu okazuje się, że pomylili wózki, w wyniku czego PJ wziął chłopca, a Emma wzięła Charlie. Teraz rodzeństwo dziewczynki musi ją odnaleźć. Role gościnne: Gilland Jones jako Emma, Mike Hagerty jako Kapitan Elastic. |                                 |                           |                                                 |                                                    |                   |         |
| 3 | The Curious Case of Mr. Dabney  | Eric Dean Seaton          | Christopher Vane                                | 18 kwietnia 2010                                   | 24 lipca 2010     | 106     |
| PJ i Gabe podejrzewają, że ich sąsiadka, pani Dabney, zabiła swojego męża. Kiedy opiekują się Charlie, próbują znaleźć na to dowody. Tymczasem Teddy staje się zazdrosna o to, że jej przyjaciółka Ivy coraz częściej spędza czas z Amy. Role gościnne: Patricia Belcher jako pani Dabney, Raven Goodwin jako Ivy, Ellia English jako Mary Lou – mama Ivy. Notatka: Ten odcinek pojawił się na DisneyChannel.com przed emisją w telewizji. |                                 |                           |                                                 |                                                    |                   |         |
| 4 | Double Whammy                   | Eric Dean Seaton          | Erika Kaestle Patrick McCarthy                  | 25 kwietnia 2010                                   | 26 czerwca 2010   | 104     |
| Mama Teddy namawia ją, aby została maskotką szkolnej drużyny. Dziewczyna nie chce tego zrobić, lecz otrzymuje funkcję, ponieważ była jedyną chętną. Na meczu ma jej towarzyszyć mama, która jednak zostaje porwana przez przeciwną drużynę. W tym czasie PJ i Emmett organizują wyścigi bobasów. Wygrywa Charlie, która stawia swoje pierwsze kroczki. Role gościnne: Max Carver jako Brad, Raven Goodwin jako Ivy, Micah Williams jako Emmett, Stephanie Hodge jako panna Covington. |                                 |                           |                                                 |                                                    |                   |         |
| 5 | Dance Off                       | Eric Dean Seaton          | Christopher Vane                                | 2 maja 2010                                        | 15 stycznia 2011  | 108     |
| W szkole Teddy odbyła się zabawa o północy. Teddy pyta Spencera czy pójdzie z nią na tę zabawę, a on się zgadza. Teddy stara się o pierwszy pocałunek ze Spencerem, ale Emmett, próbuje odwrócić uwagę Spencera, która prowadzi do tańca Teddy i Spencera. Jednak Teddy całuje się pierwszy raz ze Spencerem. Role gościnne: Raven Goodwin jako Ivy, Shane Harper jako Spencer, Micah Williams jako Emmett, Lorna Scott jako panna Mellish. |                                 |                           |                                                 |                                                    |                   |         |
| 6 | Charlie Did It!                 | Adam Weissman             | Jim Gerkin                                      | 9 maja 2010                                        | 7 sierpnia 2010   | 107     |
| Teddy wychodzi z Gabe’em i Charlie do sklepu. Siostrzyczka Teddy bierze z wystawy okulary, za które Teddy i Gabe nie zapłacili. Dziewczynka zostaje oskarżona o kradzież, a jej rodzeństwo musi czekać na przyjazd policji. Z pomocą pracownicy sklepu – Alice, dzieciaki organizują plan ucieczki. W tym czasie PJ i Emmett próbują wymyślić odpowiedni dżingiel dla firmy Boba zwalczającej insekty. Role gościnne: Larry Joe Campbell jako Hugo, Hayley Holmes jako Alice Myshainer. |                                 |                           |                                                 |                                                    |                   |         |
| 7 | Butt Dialing Duncans            | Bob Koherr                | Jim Gerkin                                      | 16 maja 2010                                       | 13 grudnia 2010   | 118     |
| Bob daje Teddy i PJ nowe telefony komórkowe. Teddy próbuje przekonać Amy do myślenia, że jej matka jest „cool mamą” przez udział w zabawie o północy w Dusk. Tymczasem PJ realizuje ten projekt z VanBruntem, szkolnym łobuzem. Bob pomaga Gabe’owi z jego nowym śmigłowcem. Role gościnne: Adam Cagley jako George VanBrunt, Wendle Josepher jako pani Jeter, Zach McGowan jako głos Wesołego Konia, Matthew Moy jako Usher. |                                 |                           |                                                 |                                                    |                   |         |
| 8 | Charlie is 1                    | Adam Weissman             | Andrew Orenstein                                | 23 maja 2010                                       | 1 stycznia 2011   | 110     |
| Podczas świętowania pierwszych urodzin Charlie, rodzina Duncanów wspomina dzień jej narodzin. Cała rodzina przypomina sobie te chwile. Tego dnia Bob i PJ przeżyli w lesie przygodę z niedźwiedziem, Gabe przez przypadek został w domu bez opieki, a przebrana za Frankensteina Teddy śledziła rodzinnego lekarza. Role gościnne: Shishir Kurup jako dr Singh, Patricia Belcher jako pani Dabney, Sarah Baker jako Carla, Diane Delano jako Mad Dog/Shirley, M. Darnell Suttles jako Francis, Jon Molerio jako Nelson. |                                 |                           |                                                 |                                                    |                   |         |
| 9 | Up a Tree                       | Eric Dean Seaton          | Erika Kaestle Patrick McCarthy                  | 6 czerwca 2010                                     | 31 lipca 2010     | 105     |
| Drzewo, na którym znajduje się domek należący niegdyś do PJ-a i Teddy ma zostać ścięte, więc dzieciaki organizują protest, aby je zachować. Podczas gdy Bob robi wszystko, by dzieci zeszły z drzewa, Amy wspiera dzieci i dołącza do nich. PJ i Teddy próbują przekonać ojca, by dołączył do protestu i zachował ich pamiątkę z dzieciństwa. Role gościnne: Patricia Belcher jako pani Dabney. |                                 |                           |                                                 |                                                    |                   |         |
| 10 | Take Mel Out to the Ball Game   | Eric Dean Seaton          | Andrew Orenstein                                | 13 czerwca 2010                                    | 17 lipca 2010     | 103     |
| Teddy dowiaduje się, że ma wujka o imieniu Mel, z którym rodzina nie utrzymuje kontaktu. Odwiedza go w domu starców i zabiera na mecz baseballa. Okazuje się, że staruszek jest fanatykiem tego sportu i głośno komentuje przebieg meczu. W tym czasie PJ postanawia zarobić pieniądze robiąc z Charlie modelkę. Role gościnne: Blake Clark jako wujek Mel, Raven Goodwin jako Ivy. |                                 |                           |                                                 |                                                    |                   |         |
| 11 | Boys Meet Girls                 | Eric Dean Seaton          | Phil Baker Drew Vaupen                          | 27 czerwca 2010                                    | 20 listopada 2010 | 109     |
| PJ zostaje dostawcą kurczaków. Podczas dostawy poznaje dziewczynę imieniem Madison, w której się zakochuje. Po jednej randce zostają parą. PJ zaczyna olewać Emmetta i całe dnie spędza z Madison. Emmett opuszcza przyjaciela. Tymczasem dziewczyna o imieniu Jo ciągle bije Gabe’a w szkole. Teddy odkrywa, że dziewczynka jest w nim zakochana i wyraża swoje uczucia, bijąc go. Teddy próbuje nauczyć ją, jak okazywać uczucia. Role gościnne: G. Hannelius jako Jo, Molly Burnett jako Madison Davis, Micah Williams jako Emmett. |                                 |                           |                                                 |                                                    |                   |         |
| 12 | Kit and Kaboodle                | Bob Koherr                | Phil Baker Drew Vaupen                          | 11 lipca 2010                                      | 4 grudnia 2010    | 111     |
| Gabe zakochuje się w dziewczynie o imieniu Kit, potem okłamuje ją mówiąc, że jego rodzice się rozwiedli oraz że jest jedynakiem żeby być taki sam jak dziewczyna. Tymczasem pani Dabney wyjeżdża i daje Teddy kota. Teddy myśli, że kot jest chory więc wzywa lekarza, który okazuje się być psychologiem kotów. PJ używa Charlie, aby zarobić więcej pieniędzy na dostawy mówiąc, że jego matka jest w szpitalu i musi zajmować się całą rodziną sam. Role gościnne: Ryan Newman jako Kit, Rose Abdoo jako dr Jesh Sushi, Kelly Ebsary jako Angie, Miriam Flynn jako Jane, Maribeth Monroe jako Dana, Patricia Belcher jako pani Dabney. |                                 |                           |                                                 |                                                    |                   |         |
| 13 | Teddy’s Little Helper           | Bob Koherr                | Michael Fitzpatrick                             | 1 sierpnia 2010                                    | 25 grudnia 2010   | 112     |
| Teddy bierze udział w prezentacji ustnej na temat książki „Animal Farm” – ulubionej książki Charlie. Tymczasem, Gabe i gra z jego drużyną w koszykówkę. Bob – trener – zatrudnia Amy, zaraz po wygraniu pierwszego meczu pod jej kierownictwem. Ponadto PJ zaczyna spędzać dużo czasu z przyjaciółmi Amy. Role gościnne: Patrick Bristow jako pan Dingwall. |                                 |                           |                                                 |                                                    |                   |         |
| 14 | Blankie Go Bye-Bye              | Bob Koherr                | Jim Gerkin                                      | 15 sierpnia 2010                                   | 8 stycznia 2011   | 113     |
| Zbliża się rocznica ślubu Amy i Boba. Teddy postanawia urządzić im w domu marokańską ucztę. Gabe zajmuje rodziców i zabiera ich do kina, gdzie Amy i Bob kłócą się, a w rezultacie idą na dwa różne filmy, a PJ kupuje zły tort i musi go wymienić. Tymczasem Charlie gubi swój ukochany kocyk i ciągle płacze. Okazuje się, że został on przypadkowo oddany do rzeczy oddanych dla biedoty. Teddy jedzie tam i zostaje zatrzaśnięta w ciężarówce z oddanymi rzeczami. Role gościnne: Jon Reep jako Leslie. |                                 |                           |                                                 |                                                    |                   |         |
| 15 | Charlie Goes Viral              | Eric Dean Seaton          | Erika Kaestle Patrick McCarthy                  | 29 sierpnia 2010                                   | 15 stycznia 2011  | 114     |
| PJ wrzuca do sieci filmik z Charlie, puszczającą bąki. Wkrótce okazuje się, że filmik ma ponad milion wejść, a Charlie została gwiazdą sieci. Reporterzy chcą przeprowadzić wywiad z rodziną Duncan. Tymczasem Teddy poznaje rodziców Spencera. Zaczyna spędzać u nich coraz więcej czasu, prawie w ogóle nie przebywając w domu, sądząc, że jej rodzina w porównaniu z rodzicami Spencera to jeden wielki cyrk. Wkrótce rodzice Spencera wyśmiewają rodzinę Duncanów, którzy ośmieszają się na wizji. Teddy z dumą przyznaje się do ‘cyrkowej’ rodzinki. Role gościnne: Shane Harper jako Spencer Walsh, Maurice Godin jako Paul Walsh, Stacey Travis jako Linda Walsh, Ryun Yu jako reporter Brock. |                                 |                           |                                                 |                                                    |                   |         |
| 16 | Duncan’s Got Talent             | Eric Dean Seaton          | Phil Baker Drew Vaupen                          | 12 września 2010                                   | 22 stycznia 2011  | 115     |
| Spencer decyduje się pomóc Teddy w szkolnym konkursie tanecznym, ale kiedy dowiaduje się, że dziewczyna nie umie tańczyć, pozoruje skręcenie kostki. Tymczasem Jo pomaga Gabe’owi w jego klasowych wyborach, jednak wykorzystuje sytuację, by stworzyć kampanię dla siebie. Role gościnne: Shane Harper jako Spencer Walsh, G. Hannelius jako Jo, Micah Williams jako Emmett. |                                 |                           |                                                 |                                                    |                   |         |
| 17 | Kwikki Chick                    | Eric Dean Seaton          | Dan Staley                                      | 19 września 2010                                   | 5 lutego 2011     | 116     |
| Teddy potrzebuje pieniędzy na nowy telefon komórkowy, więc dostaje pracę jako osoba wyprowadzająca psy, ale okazuje się, że praca nie jest idealna. Wkrótce Teddy dostaje pracę jako twarz baru „Kurczak, schrup mnie!” o co starał się pracujący tam PJ, który staje się zazdrosny. Teddy dochodzi do wniosku, że nie zasłużyła sobie na tę pracę i robi awanturę w barze specjalnie dla brata. Tymczasem Amy śpiewa piosenki razem z Charlie w przedszkolu i wchodzi w konkurencję z jedną z matek. W tym samym czasie Gabe żartuje sobie z Boba, który chce złapać mysz, która pałęta się w ich domu i okazuje się, że to Bob żartował sobie z Gabe’a. Role gościnne: Lauren Bowles jako Elaine, David Arnott jako Mitch, Martin Spanjers jako Justin, Kallie Flynn Childress jako Crystal. |                                 |                           |                                                 |                                                    |                   |         |
| 18 | Charlie in Charge               | Bob Koherr                | Phil Baker Drew Vaupen                          | 17 października 2010                               | 5 marca 2011      | 123     |
| Gabe i Jo pracują nad projektem hawajskiego wulkanu w domu Duncanów. Gdy wszyscy opuszczają dom, Gabe zajmuje się Charlie, a Jo projektem. Wkrótce okazuje się, że Jo ma wspaniałe podejście do dzieci. Tymczasem Teddy, po drodze na szkolną debatę, używa podstępu i z pomocą Emmetta zawozi PJ-a do dentysty, gdzie cała trójka doznaje przykrych obrażeń. W międzyczasie Amy pomaga Bobowi w jego pracy. Mąż wykorzystuje jej mały wzrost i chce, aby się za niego wśliznęła do nory oposa. Okazuje się, że zamiast oposa, w norze znajduje się skunks... Role gościnne: G. Hannelius jako Jo, Micah Williams jako Emmett. |                                 |                           |                                                 |                                                    |                   |         |
| 19 | Sleepless in Denver             | Adam Weissman             | Jim Gerkin                                      | 24 października 2010                               | 12 marca 2011     | 125     |
| Gabe po raz pierwszy zaprasza swoich kolegów na noc do domu. Prosi matkę i ojca o rozrywkę na ten wieczór. Tymczasem Charlie staje się nie do zniesienia. Rysuje po meblach, a na domiar złego nie chce spać w nowym łóżku. W przeddzień castingu Teddy do „Pięknej i bestii” Charlie maluje jej w nocy twarz czarnym flamastrem. Na drugi dzień Teddy otrzymuje rolę bestii. W międzyczasie PJ zaczyna bardzo dużo jeść. Boi się utyć, więc zaczyna ćwiczyć ze sztangą. Wkrótce zaczyna również bać się o to, iż będzie zbyt napakowany. Role gościnne: Nolan Gould jako Zander, Najee Muhammad jako Liam, Mackenzie Hannigan jako Jeremy, Hayley Holmes jako Alice Myshainer. |                                 |                           |                                                 |                                                    |                   |         |
| 20 | Girl Bites Dog                  | Eric Dean Seaton          | Christopher Vane                                | 14 listopada 2010                                  | 13 listopada 2010 | 117     |
| Teddy zauważa, że jej chłopak, Spencer, jej unika. Chce dowiedzieć się, co jest tego przyczyną, lecz spotyka go obejmującego inną dziewczynę. Chłopak mówi Teddy, że to jego kuzynka. Okazuje się jednak, że i Teddy, i ona są dziewczynami Spencera, a on okłamywał je obie. Tymczasem PJ z pomocą Gabe’a kupuje auto. Gabe jednak chce, aby ten w zamian woził go zawsze i wszędzie, gdzie tylko zechce. PJ z pomocą ojca i matki próbują nastraszyć Gabe’a, aby ten oddał mu samochód. Teddy ma złamane serce, lecz w jej snach pojawia się olbrzymia Charlie, która rozdeptała Spencera. Role gościnne: Shane Harper jako Spencer, Raven Goodwin jako Ivy, Samantha Boscarino jako Skyler. Notatka: Premiera światowa tego odcinka odbyła się w Polsce. |                                 |                           |                                                 |                                                    |                   |         |
| 21 | Teddy’s Broken Hearts Club Band | Adam Weissman             | Michael Fitzpatrick                             | 21 listopada 2010                                  | 8 lutego 2011     | 119     |
| Teddy wciąż rozpacza nad zerwaniem ze Spencerem, więc Ivy postanawia poprawić jej humor, przyprowadzając do jej domu Skyler – dziewczynę, z którą Spencer chodził w tym samym momencie co z Teddy. Dziewczyny piszą piosenkę o Spencerze, w czym pomaga im Ivy. Tymczasem Gabe nie umie wytrzymać nocy z PJ-em, więc postanawia przeprowadzić się do pani Dabney, do pokoju jej syna i jak się okazuje PJ również zaczyna tam sypiać. W międzyczasie Amy razem z Charlie idą na siłownię. Amy oszukuje trenerkę, udając, że ćwiczy, więc ta zabiera jej karnet. Role gościnne: Mary Scheer jako Patricia, Shane Harper jako Spencer, Samantha Boscarino jako Skyler, Patricia Belcher jako pani Dabney, Raven Goodwin jako Ivy. |                                 |                           |                                                 |                                                    |                   |         |
| 22 | Teddy Rebounds                  | Eric Dean Seaton          | Phil Baker Drew Vaupen                          | 28 listopada 2010                                  | 22 lutego 2011    | 120     |
| Amy zmusza Gabe’a, aby ten zaprzyjaźnił się z nowym chłopcem z sąsiedztwa Austinem. Tymczasem ten zakochał się w Teddy, która z kolei jest zazdrosna o to, że Spencer tak szybko po ich zerwaniu znalazł sobie dziewczynę. Teddy postanawia wzbudzić w Spencerze zazdrość i umawia się z Austinem na jedną randkę – urodziny jego siedmioletniej kuzynki. Tymczasem PJ i Emmet szukają kogoś kto zagra z nimi w kapeli. Po wielu próbach są zmuszeni wziąć do zespołu Boba. Role gościnne: Nathan Gamble jako Austin, Ryan Heinke jako Jimmy, Micah Williams jako Emmett. |                                 |                           |                                                 |                                                    |                   |         |
| 23 | Pushing Buttons                 | Adam Weissman             | Phil Baker Drew Vaupen                          | 12 grudnia 2010                                    | 19 marca 2011     | 124     |
| Gabe podstępem wymusza na ojcu kupno nowego roweru. Kiedy Bob orientuje się, że syn go wykiwał postanawia męczyć go wyrzutami sumienia. Tymczasem Teddy szuka kogoś, kto mógłby zagrać jej matkę w filmie kręconym do szkoły, o rodzinie Duncanów. Amy robi wszystko, aby córka pozwoliła jej grać samą siebie. Rozzłoszczona Teddy przypadkowo wyznaje matce prawdę, co sądzi o tym, że zdecydowała się na czwarte dziecko. W międzyczasie Emmett poznaje nową dziewczynę z Wenezueli, którą przedstawia PJ-owi. Następnego dnia dziewczyna okazuje się być zakochana w PJ-u. Gdy chłopcy chcą odkryć kogo naprawdę lubi, okazuje się, że ma ona bliźniaczkę. Role gościnne: Micah Williams jako Emmett, Tucker Albrizzi jako Jake, Danielle Morrow jako Kimmy. |                                 |                           |                                                 |                                                    |                   |         |
| 24-25 | Snow Show                       | Shelley Jensen Joel Zwick | Erika Kaestle Patrick McCarthy Christopher Vane | 16 stycznia 2011 (cz. I) 23 stycznia 2011 (cz. II) | 14 maja 2011      | 121-122 |
| 1. Rodzina Duncanów udaje się do rodzinnego ośrodka narciarskiego w górach. Teddy dowiaduje się, że spotka miłość swojego życia, natomiast PJ poznaje grupę dziewczyn, które będą się nim opiekować po małym wypadku. W tym czasie Gabe zapozna się z obsługą ośrodka. Dodatkowo Bob i Amy dowiadują się, że w rzeczywistości nie są małżeństwem, ponieważ sędzia, który udzielił im ślubu, okazał się oszustem. 2. Gabe musi zapłacić za obsługę ośrodka, więc prosi o pomoc PJ-a. Ten natomiast pożycza pieniądze od dziecka, które poznał na wyciągu narciarskim. W związku z tym, obaj chłopcy muszą wziąć udział w konkursie łyżwiarstwa figurowego. Teddy nie wie, którego z chłopców ma wybrać i prosi o pomoc w podjęciu decyzji Ivy. Spencer chce odzyskać Teddy, więc całuje ją na wyciągu. Jednak dziewczyna prosi go, aby zostali tylko przyjaciółmi. Na końcu odcinka Bob i Amy ponownie biorą ślub. |                                 |                           |                                                 |                                                    |                   |         |
| 26 | Driving Mrs. Dabney             | Bob Koherr                | Dan Staley                                      | 30 stycznia 2011                                   | 29 maja 2011      | 126     |
| Bob zakazuje zdawać Teddy test na prawo jazdy, więc w dniu swoich 16 urodzin jedzie po bezdrożach samochodem pani Dabney. Tymczasem PJ i Gabe szukają prezentu dla Teddy, lecz gdy znajdują to Gabe nie może zdjąć butów dziewczęcych. Na koniec odcinka Charlie, PJ i Gabe śpiewają piosenkę urodzinową dla siostry. Role gościnne: Patricia Belcher jako pani Dabney. Notka: Jest to ostatni odcinek 1 serii. |                                 |                           |                                                 |                                                    |                   |         |
| - A^ Podczas premiery na Disney Channel USA. |                                 |                           |                                                 |                                                    |                   |         |

## Film
| – | Powodzenia, Charlie: Szerokiej drogi Good Luck Charlie, It’s Christmas! | Arlene Sanford | Geoff Rodkey | 2 grudnia 2011 | 17 grudnia 2011 |
| Duncanowie zamierzają spędzić święta u dziadków w Palm Springs, jednak w czasie drogi z Denver Teddy podejmuje błędną decyzję, aby rozdzielić się z rodziną. Do świąt zostało zaledwie trzy dni, ale nie ma żadnych wolnych lotów, więc dziewczyna musi wykorzystać wszystkie możliwe środki transportu, w tym samochód, autobus i rower, aby udało jej się spędzić świąteczny czas z najbliższymi. Po drodze dojdzie do wielu niezwykłych zdarzeń, m.in. spotkania z parą starszych ludzi z Roswell, którzy sądzą, że są ofiarami uprowadzenia przez obcych. Pod koniec rodzina dowiaduje się, że Amy jest znowu w ciąży. |                                                                         |                |              |                |                 |

## Seria 3: 2012–13
| 57 | Make Room for Baby    | Bob Koherr        | Phil Baker Drew Vaupen             | 6 maja 2012          | 12 maja 2012                                       | 301     |
| PJ i Bob robią pokój dla dziecka, a Amy jak zwykle się nie podoba. Stwierdza, że jej dziecko nie będzie spało pod schodami i chce kupić nowy dom. Nikomu się to nie podoba, ale nie mówią nic Amy, ponieważ każdy wie jaka ona jest. Nawet Charlie nie chce wyjeżdżać. Duncanowie jadą zobaczyć nowy dom i od razu go kupują. Wyprowadzając się z domu Amy zastanawia się czy dobrze robi. W ostatniej chwili wycofuje się mówiąc, że każde z czwórki dzieci się tu wychowywało więc nie chce żeby to piąte miało lepiej. Role gościnne: Patricia Belcher jako pani Dabney |                       |                   |                                    |                      |                                                    |         |
| 58 | Bad Luck, Teddy!      | Bob Koherr        | Christopher Vane                   | 6 maja 2012          | 19 maja 2012                                       | 302     |
| Teddy i Spencer są znowu razem i cała szkoła myśli, że Teddy jest jinx. Odkąd wrócili do siebie, drużyna koszykówki ciągle przegrywa. Teddy i Spencer planują fałszywe zerwanie, żeby udowodnić, że wszyscy się mylą. Tymczasem Gabe podsłuchuje rozmowę rodziców i myśli, że mają zamiar wysłać go do szkoły wojskowej. Postanawia działać, dodatkowo staje się grzeczny. Ponadto PJ jest zbyt stary, aby uzyskać swoją fryzurę na pomarańczowy balon. Bob zabiera go do swojego fryzjera i PJ zakochuje się w córce fryzjera. |                       |                   |                                    |                      |                                                    |         |
| 59 | Amy Needs a Shower    | Bob Koherr        | Erika Kaestle Patrick McCarthy     | 13 maja 2012         | 26 maja 2012                                       | 303     |
| Amy postanawia urządzić przyjęcie dla nowego dziecka, Teddy i Ivy są gospodarkami stacji radiowej, a PJ i Gabe kłócą się o to, kto ma iść z ojcem. |                       |                   |                                    |                      |                                                    |         |
| 60 | Dress Mess            | Bob Koherr        | Jim Gerkin                         | 13 maja 2012         | 2 czerwca 2012                                     | 304     |
| Zbliża się bal maturalny. Teddy musi iść na niego w sukience Amy. Teddy idzie ze Spencerem na bal, po czym przebiera sukienkę na ładniejszą. PJ szuka dziewczyny na bal. Poznaje Taylor, w której się zakochuje, ale boi się ją zaprosić. W końcu to ona zaprasza chłopaka na bal. PJ jest zadowolony, nie wie jednak, że Taylor uczy się w domu i jej bal maturalny odbywa się w piwnicy. Bob i Amy wychodzą ze szpitala. Amy nie chce znać płci dziecka, bo chce, żeby to była niespodzianka. Bob jednak robi wszystko, żeby się dowiedzieć, czy jest to chłopiec czy dziewczynka. PJ wysyła do większości bliskich film, na którym jest nagrany jego bal. Teddy ze Spencerem postanawiają dołączyć do PJ-a i Taylor. Teddy idzie tam, ale w tej drugiej sukience, nie tej Amy. Nieoczekiwanie do Taylor przychodzą rodzice PJ-a i Teddy, bo im też się zrobiło żal PJ-a. Teddy szybko przebiera się w sukienkę Amy, lecz ta odkrywa, że jest założona od drugiej strony. Teddy przyznaje się mamie, że nie podoba jej się sukienka. Teddy postanawia, że odtworzą bal maturalny Amy. Mama Boba idzie do szpitala, żeby dowiedzieć się, czy będzie wnuk czy wnuczka. |                       |                   |                                    |                      |                                                    |         |
| 61 | Catch Me If You Can   | Bob Koherr        | Christopher Vane                   | 20 maja 2012         | 9 czerwca 2012                                     | 307     |
| Amy odkrywa, że Spencer i Teddy grają w jakiejś sztuce w szkolnym teatrze, więc ona też postanawia tam zagrać. Tymczasem wróg Boba imponuje swoją odwagą Gabe’owi, więc Bob by Gabe uważał go za bohatera postanawia złapać węża. |                       |                   |                                    |                      |                                                    |         |
| 62 | Name That Baby        | Phil Lewis        | Erika Kaestle Patrick McCarthy     | 15 czerwca 2012      | 30 czerwca 2012                                    | 308     |
| Bob i Amy szukają imienia dla dziecka, a Teddy próbuje uczyć się na egzamin, aby dostać się do dobrego college’u. Próbuje w swoim pokoju, lecz tam co chwilę Gabe woła Amy. Idzie do salonu, ale tam Amy dyszy, ćwicząc jogę. Próbuje w kuchni, lecz tam Bob hałasuje przygotowując jedzenie. Teddy próbuje w domu Ivy, lecz zasypia. Budzi się o 1 w nocy, słysząc lunatykującą Mary Lou. Próbuje się uczyć w samochodzie, lecz zasypia, a samochód zostaje odholowany. Teddy uczy się w biurze, w którym pracują ci, co odholowują samochody. Zdaje egzamin na 6. PJ próbuje zdać egzamin taneczny. |                       |                   |                                    |                      |                                                    |         |
| 63-64 | Special Delivery      | Bob Koherr        | Dan Staley Drew Vaupen Phil Baker  | 24 czerwca 2012      | 14 lipca 2012                                      | 305-306 |
| Piąte dziecko Duncanów spóźnia się już tydzień, przez co Amy jest w złym humorze i niemiła dla rodziny. Nadchodzą urodziny Charlie. Teddy nie chce, żeby to nowe urodziło się w ten sam dzień, co Charlie, dlatego próbuje przyśpieszyć poród. Tymczasem Bob i PJ szukają nowego samochodu, bo ten stary jest już za mały. Wybierają samochód „Serenada”, który zobaczyli w TV. Problem tylko, że „Serenada” nie mieści się w garażu. Gabe ma za zadanie kupić siostrze prezent, wymarzoną lalkę. Idzie z Jakiem do sklepu, lecz zamiast lalki kupują jakąś super nową grę. W dniu urodzin Charlie Amy wychodzi do pracy. Teddy odkrywa, że mama zapomniała porozsyłać zaproszenia na urodziny siostry, dlatego chce zrobić to sama. Niestety, nikt nie może przyjść, dlatego Teddy każe Gabe’owi i PJ-owi urządzić przyjęcie dla siostry. PJ i Gabe przebierają się za księżniczki i występują dla siostry. Amy zaczyna rodzić. Bob i Teddy szybko jadą do szpitala, lecz w połowie drogi zabrakło im benzyny. Bob znajduje ciężarówkę z lodami, w której Amy rodzi dziecko. Nazywa się Toby Duncan. Pod koniec odcinka Teddy pokazuje Toby’emu rodzinę.              |                       |                   |                                    |                      |                                                    |         |
| 65 | Welcome Home          | Phill Lewis       | Jim Gerkin                         | 1 lipca 2012         | 21 lipca 2012                                      | 309     |
| Matka Boba przyjeżdża w odwiedziny. Amy nienawidzi teściowej, dlatego prosi Teddy, żeby trzymała ją od niej z daleka. Z początku wszystko idzie łatwo, lecz Teddy idzie na randkę ze Spencerem i zabiera babcię ze sobą, bo przecież nie zostawi jej samej z matką. Tymczasem pani Dabney daje PJ-owi i Gabe’owi pudełko, w którym jest mapa skarbów. Chłopaki szybko odkrywają, że skarb jest zakopany w ogródku pani Dabney. Biorą łopaty i zaczynają kopać. Nie znajdują skarbów, jednak okazuje się, że pani Dabney ich oszukała, bo potrzebowała dziurę na jacuzzi. PJ i Gabe odgrywają się na sąsiadce i dolewają jej do wody barwnik przez co jej skóra staje się zielona. Role gościnne: Patricia Belcher jako pani Dabney, Shirley Jones jako Linda |                       |                   |                                    |                      |                                                    |         |
| 66 | Baby’s First Vacation | Shannon Flynn     | Dan Staley                         | 12 lipca 2012        | 28 lipca 2012                                      | 310     |
| Duncanowie (z wyjątkiem chorej Teddy) wyjeżdżają na szybkie wakacje nad jezioro zmarłych. Zamieszkują w domku, który okazuje się być nawiedzony, co odkrywają nikt inny, jak PJ i Gabe. W gazecie przeczytali, że dom jest miejscem zbrodni. Nagle krzyczą, że widzieli mężczyznę z siekierą za oknem. Był to nikt inny, jak Bob. PJ i Gabe boją się spać sami, więc idą do pokoju rodziców, po czym słyszą hałasy na dole. Tymczasem Teddy udaje chorą, żeby nie jechać na wakacje i zrobić potajemną imprezę z Ivy. Nie wie jednak, że Bob i Amy zainstalowali w domu kamery, przez co widzą, co robi Teddy w domu. |                       |                   |                                    |                      |                                                    |         |
| 67 | Wentz Weather Girls   | Eric Allan Kramer | Drew Vaupen Phil Baker             | 29 lipca 2012        | 11 sierpnia 2012                                   | 311     |
| Ojciec Ivy za namową Teddy spełnia swoje marzenie, odchodzi z dotychczasowej pracy i kupuje restaurację, gdzie zatrudnia Ivy i Teddy jako kelnerki, ale one próbują się zwolnić. Gabe próbuje poderwać dziewczynę, a PJ i jego przyjaciel organizują wyścigi bobasów, w których sami biorą udział. |                       |                   |                                    |                      |                                                    |         |
| 68 | Baby Steps            | Tommy Thompson    | Tom Anderson                       | 12 sierpnia 2012     | 1 września 2012                                    | 312     |
| PJ dochodzi do wniosku, że pora wyprowadzić się z domu i razem z Emmettem wynajmują mieszkanie bliżej college’u. Amy uważa jednak, że syn nie jest jeszcze zbyt dojrzały na to, żeby mieszkać sam. Chłopak narzeka, że Emmett jest bałaganiarzem i daje mu ultimatum, że jeżeli jeszcze raz nie posprząta po sobie, to się wyprowadzi. Tymczasem Gabe pomaga ojcu przezwyciężyć strach przez znoszeniem Toby’ego ze schodów. |                       |                   |                                    |                      |                                                    |         |
| 69 | T. Wrecks             | Tommy Thompson    | Daniel Hsia                        | 15 września 2012     | 2 marca 2013                                       | 313     |
| Teddy postanawia zapisać się do drużyny siatkarskiej, gdyż narzeka, że nie uprawia sportu. Nie wychodzi jej to jednak najlepiej, co kończy się m.in. złamanymi nosami Spencera i trenera. Gabe musi zrobić projekt rakiety do szkoły. W tej sprawie szuka ojca, lecz zostaje tylko Amy, która nie zrobi tego za niego. Bob natomiast całymi dniami przesiaduje w mieszkaniu PJ-a i Emmetta, gdyż jest tam cisza i spokój. Chłopakom przestaje się to podobać, gdyż ojciec jest uciążliwy, dlatego próbują delikatnie go zniechęcić do przebywania w mieszkaniu. |                       |                   |                                    |                      |                                                    |         |
| 70 | Teddy and the Bambino | Bob Koherr        | Christopher Vane                   | 16 września 2012     | 29 września 2012                                   | 314     |
| Koniec urlopu macierzyńskiego Amy sprawia chaos w domu Duncanów. Matka każe opiekować się dziećmi Teddy. Dziewczyna każe braciom zaopiekować się Charlie, podczas gdy sama musi przygotowywać się do wielkiej debaty szkolnej, na którą zabiera Toby’ego. |                       |                   |                                    |                      |                                                    |         |
| 71 | Team Mom              | Bob Koherr        | Erika Kaestle Patrick McCarthy     | 23 września 2012     | 7 października 2012                                | 315     |
| Amy chce nauczyć Teddy i jej koleżanki z drużyny ducha walki. Zdaje się być to trudniejsze niż jej się to wydawało. Tymczasem PJ odkrywa, że klaun z naprzeciwka to w rzeczywistości to piękna dziewczyna i postanawia jej zaimponować. |                       |                   |                                    |                      |                                                    |         |
| 72 | Le Halloween          | Bob Koherr        | Dan Stanley                        | 7 października 2012  | 28 października 2012                               | 318     |
| W domu Duncanów trwa Halloween. Amy przebiera się za kangura, który w torbie ma Toby’ego i Charlie, a Bob za deratyzatora o nazwie ‘Kapitan Extermo’. Tymczasem Teddy i Spencer obchodzą swoją rocznicę w domu PJ-a, który jest ich kucharzem. Dziewczynie robi się przykro, gdy dowiaduje się, że Spencer nie pamięta, jak się poznali. |                       |                   |                                    |                      |                                                    |         |
| 73 | Guys & Dolls          | Bob Koherr        | Jim Gerkin                         | 14 października 2012 | 4 listopada 2012                                   | 316     |
| Bob mówi Spencerowi, jak ma się zachowywać, gdy Teddy się z kimś kłóci. Na ich nieszczęście wszystko słyszy Amy. Matka postanawia również wymyślić coś, żeby Charlie pokochała Toby’ego. |                       |                   |                                    |                      |                                                    |         |
| 74 | Nurse Blankenhooper   | Bob Koherr        | Phil Baker Drew Vaupen             | 28 października 2012 | 11 listopada 2012                                  | 317     |
| Amy zatrudnia się w szkole Gabe’a jako pielęgniarka, co oczywiście nie podoba się chłopakowi. W tym czasie PJ i Emmett zajmują się Charlie i Tobym. Spotykają sąsiadkę, która pyta, czy mogliby zająć się też jej dziećmi. Chłopaki otwierają serwis niańkowy, ale muszą go ukryć przed nadzorcą budynku. |                       |                   |                                    |                      |                                                    |         |
| 75 | The Charlie Whisperer | Leigh-Allyn Baker | Jonah Kuehner Bo Belanger          | 4 listopada 2012     | 18 listopada 2012                                  | 319     |
| Bob robi wszystko, żeby schudnąć. Po wymarzonych efektach, ubiera się i zachowuje jak nastolatek, co nie bardzo podoba się reszcie rodziny. Tymczasem Teddy chce obsadzić Charlie jako księżniczkę w swojej sztuce. |                       |                   |                                    |                      |                                                    |         |
| 76 | Study Buddy           | Tommy Thompson    | Erika Kaestle Patrick McCarthy     | 11 listopada 2012    | 25 listopada 2012                                  | 321     |
| Teddy prosi Victora, żeby pomógł jej w nauce. Bob śpi w pokoju razem z Gabe’em, gdyż w sypialni śpi mały Toby, który robi dużo hałasu w nocy. Amy wymaga od męża, żeby spał normalnie z nią w sypialni. |                       |                   |                                    |                      |                                                    |         |
| 77 | A Duncan Christmas    | Bob Koherr        | Christopher Vane                   | 2 grudnia 2012       | 23 grudnia 2012                                    | 320     |
| Teddy chce zrobić Charlie pierwsze zdjęcie ze Świętym Mikołajem. Do Duncanów na święta przyjeżdża babcia Linda, która kłóci się z Amy o to, która ma śpiewać piosenkę. W rezultacie zaśpiewają w duecie. Bob nie wie, co ma kupić Amy, gdyż zawarli umowę, żeby nie wydawać za dużo na prezenty. |                       |                   |                                    |                      |                                                    |         |
| 78-79 | All Fall Down         | Bob Koherr        | Dan Stanley Phil Baker Drew Vaupen | 20 stycznia 2013     | 26 stycznia 2013 (cz. I) 27 stycznia 2013 (cz. II) | 322-323 |
| Teddy dowiaduje się, że Spencer wyjeżdża do Bostonu na studia. Dziewczyna jest szczęśliwa, a jednocześnie załamana tym faktem. Po tygodniu nieobecności Spencera, Teddy postanawia zrobić mu niespodziankę i pod pretekstem nocki i Ivy, wylatuje do Bostonu. Nie wie jednak, że Spencer wpadł na ten sam pomysł i przyleciał do Denver. Po paru godzinach w końcu się spotykają, ale tylko na chwilę. Amy poznaje nową sąsiadkę, Debbie Dooley, która pisze bloga o swoim życiu. Matka postanawia zrobić to samo. Dodatkowo wymyśla Skippy – jej ośmioletnią córkę, która robi najwięcej szkód w domu. Dzień Dobry Denver zainteresowało się blogiem Amy, dlatego chcą zrobić z nią wywiad. Tymczasem Toby ma mieszkać z Gabe’em w pokoju, co chłopakowi się nie podoba. Robi sobie pokój wszędzie – w piwnicy, w garażu, czy nawet przed domem. Przez przypadek dowiaduje się od PJ-a, że w domu jest strych. Tam właśnie Gabe urządza sobie pokój. Amy nie ma pomysłu na temat do wywiadu. Wykorzystuje Gabe’a i jego pokój na strychu. Bob przynosi do domu specjalny rodzaj termitów, które wydostają się na wolność, przez co dom Duncanów zostaje zniszczony.   |                       |                   |                                    |                      |                                                    |         |